# Дэш (собака)
Дэш (англ. Dash; 1830—1840) — кавалер-кинг-чарльз-спаниель, принадлежавший королеве Виктории. Дэш был «ближайшим компаньоном королевы в детстве», а также «первым в длинной череде [её] любимых собачек».

## Биография
Дэш, кавалер-кинг-чарльз-спаниель окраса триколор (чёрно-подпалый пегий), был подарен матери будущей королевы, герцогине Кентской, 14 января 1833 года сэром Джоном Конроем. К концу апреля 1833 года собака стала спутником принцессы Виктории, которая к Рождеству того года подарила ему набор резиновых мячей и два пряника в качестве рождественского подарка. В детстве Виктория любила наряжать Дэша. Дэш также привязался к своей молодой хозяйке и однажды, когда она ходила под парусом на яхте, он прыгнул с берега в воду и поплыл за ней.
Привязанность Виктории к Дэшу объяснялась Кенсингтонской системой воспитания — строгому своду правил и протоколов, разработанных матерью девочки и Конроем. Эта система предусматривала замкнутый образ жизни принцессы, в результате чего у Виктории в детстве почти не было людей, которых она могла назвать своими друзьями: единственной девочкой того же возраста, с которой принцесса постоянно контактировала, была младшая дочь Конроя — также Виктория, но они, по всей видимости, имели только формальное знакомство, поскольку в своем дневнике будущая королева называла Викторию «мисс Конрой», при этом Дэша она ласково называла «милый маленький Дэш» и «дорогой Дэш». Также в дневнике Виктория называла Дэша «почти другом детства» и писала, что он «любил играть в мяч, лаять и прыгать».

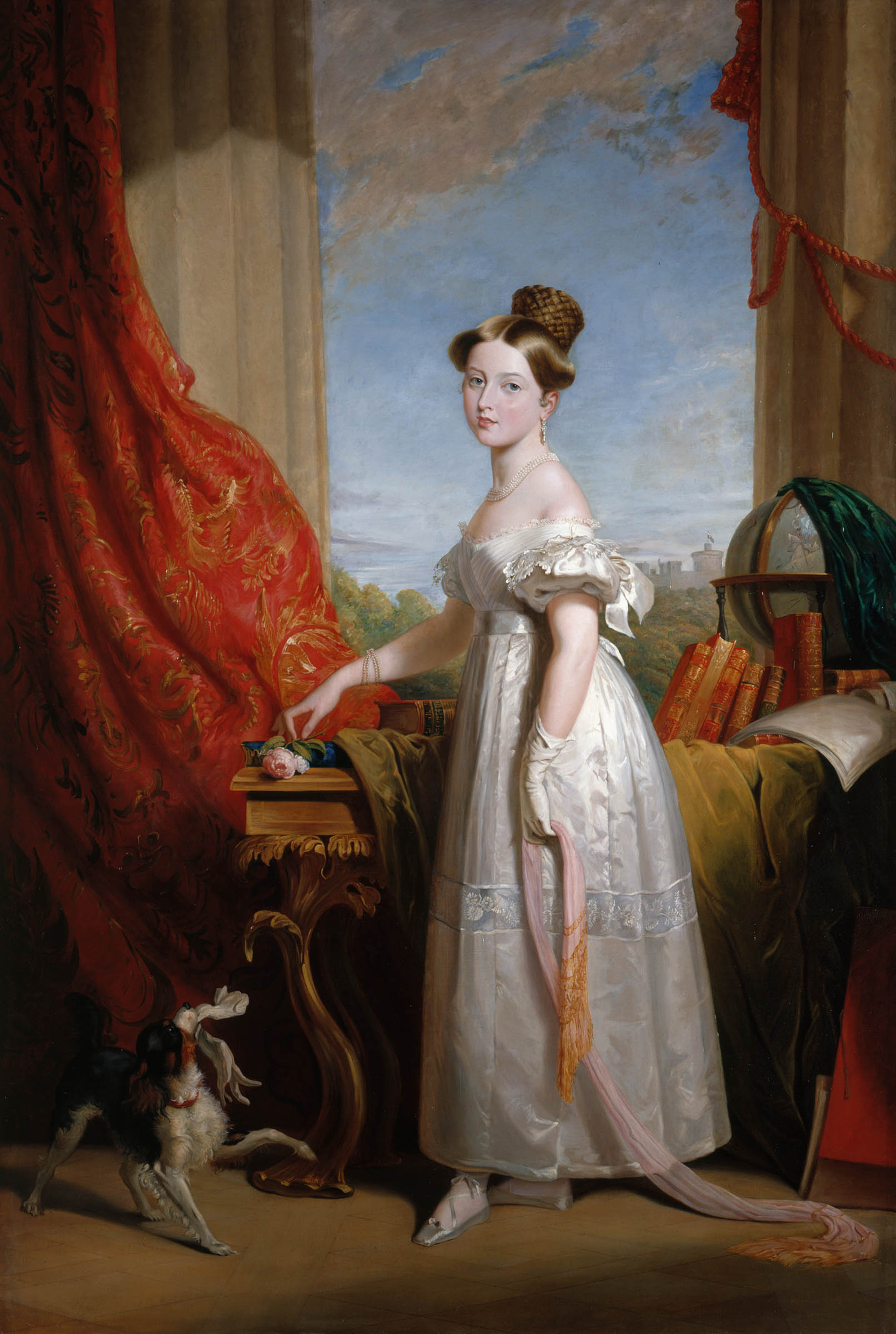
Принцесса Виктория с Дэшем.
Джордж Хейтер, 1833 год

В ноябре 1834 года Виктория вместе с матерью провела праздники в Сент-Леонардс-он-Си, Гастингс, Восточный Суссекс. Вместе с Дэшем, леди Флорой Гастингс и баронессой Лецен они катались на ландо, управляемом двумя лошадьми, когда одна из лошадей оступилась и упала, утянув за собой вторую лошадь. Лошади бились о землю, и существовала опасность того, что они ранят пассажирок ландо. Виктория выбралась из ландо с Дэшем на руках и, как она позднее вспоминала, «побежала с ним в руках и звала мама́, чтобы [та] следовала [за ней вместе с] Лецен и леди Флорой». Ситуация быстро разрешилась, когда два проезжавших мимо джентльмена помогли освободить лошадей.
Дэш оставался с Викторией и после её восшествия на престол: вместе с королевой он переехал в Букингемский дворец; Виктория очень переживала, как будет чувствовать себя Дэш в новой обстановке, однако спаниель не выражал никакого беспокойства и очень полюбил местный сад. 28 июня 1838 года состоялась коронация Виктории, и первым делом после завершения церемонии королева отправилась домой, чтобы искупать Дэша. Любовь Виктории к Дэшу очень быстро стала достоянием общественности и королеве стали дарить различных собак — начиная от таксы и заканчивая колли; королева принимала всех и лорд Мельбурн даже шутил, что Виктория скоро утонет в собаках. Несмотря на это, Дэш оставался самым любимым питомцем королевы.
Дэш умер 24 декабря 1840 года, что очень огорчило королеву. Любимец Виктории был похоронен на территории коттеджа Аделаида в виндзорском Хоум-парке. На могиле Дэша возведена мраморная эффигия с надписью: «Здесь лежит ДЭШ, любимый спаниель Её Величества королевы Виктории, в свой десятый год. Его привязанность была без эгоизма. Его игривость была без злобы. Его верность была без обмана. ЧИТАТЕЛЬ, если ты хотел бы быть любимым и умереть оплакиваемым, бери пример с ДЭША».

## В культуре и искусстве

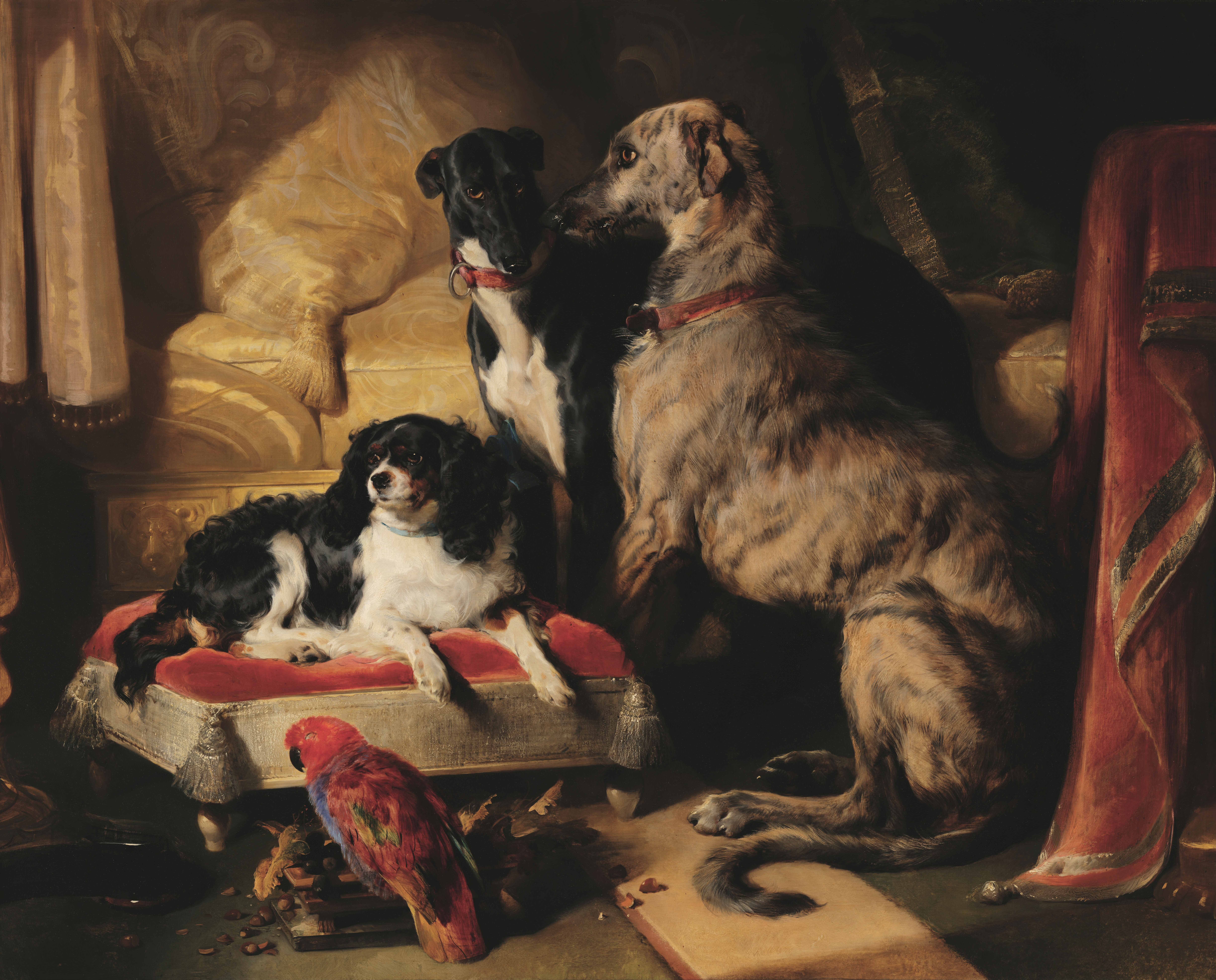
Любимцы королевы Виктории: спаниель Дэш, попугай Лори, грейхаунд Нерон и дирхаунд Гектор.
Эдвин Генри Ландсир, 1838

Существует несколько изображений Дэша и самыми известными являются «Портрет принцессы Виктории Кентской с её спаниелем Дэшем» и «Гектор, Нерон и Дэш с попугаем Лори». Первый портрет был заказан дядей Виктории королём Бельгии Леопольдом I Джорджу Хейтеру и, как отметила в своём дневнике Виктория, писался между 29 января и 22 марта 1833 года. Оригинал был выставлен в Королевской академии в Лондоне в том же году и был воспроизведён в технике меццо-тинто и маслом.
Вторая картина была написана вероятно по заказу самой Виктории Эдвином Генри Ландсиром. Первоначальные наброски были представлены королеве 24 ноября 1837 года. На эскизе были изображены только Гектор и Дэш, а попугай Лори и Нерон были добавлены позднее. Виктория лично контролировала процесс написания картины и, со слов Мельбурна, посчитала её законченной не ранее 9 апреля 1838 года. Картина выставлялась в Королевской академии в Лондоне и была названа королевой «очень красивой». Ещё один портрет Дэша был написан Ландсиром двумя годами ранее по заказу матери Виктории герцогини Кентской и подарен ею принцессе за день до её дня рождения.
Дэш также появляется в фильме «Молодая Виктория» и телесериале «Виктория»; в обоих проектах роль Дэша исполнила кавалер-кинг-чарльз-спаниель по кличке Тори.